# Buriana
Santa Buriana (o Berriona, Beriana o Beryan) va ser una santa irlandesa del segle vi. Va viure com a eremita a St Buryan, prop de Penzance (Cornualla) Sabine Baring-Gould la identifica amb la irlandesa santa Bruinsech.
Era la filla d'un rei irlandés i va viatjar d'Irlanda a Cornualla com a missionera per convertir als seus habitants al cristianisme. Segons l'Exeter Calendar of Martyrology Buriana era la filla d'un cacic de Munster. Una llegenda compta com va guarir el fill paralític del rei Geraint de Dumnònia. Buriana va exercir el seu ministeri a una capella de l'església parroquial a St Buryan.
La seua festivitat se celebra l'1 de maig.